# 1991 aux Territoires du Nord-Ouest
Chronologie des Territoires du Nord-Ouest
- 1987
- 1988
- 1989
- 1990
- 1991
- 1992
- 1993
- 1994
- 1995

Cette page concerne les événements survenus en 1991 dans le territoire canadien des Territoires du Nord-Ouest.

## Politique

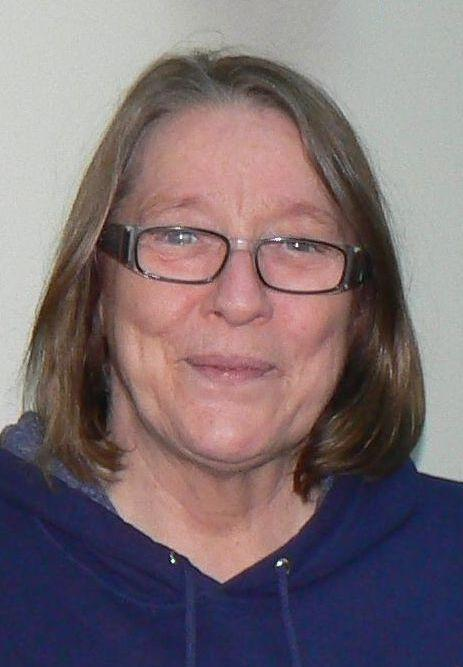
Nellie Cournoyea

- Premier ministre : Dennis Patterson puis Nellie Cournoyea
- Commissaire :
- Législature :

## Événements
- La population du territoire est de 57 649 habitants

- 15 octobre : élection générale dans les Territoires du Nord-Ouest - Nellie Cournoyea succède à Dennis Patterson au poste Premier ministre.